# 巴登-巴登藩侯國
巴登-巴登藩侯國（德語：Markgrafschaft Baden-Baden）是德國歷史上的一個藩侯國（Markgrafschaft），由巴登家族的天主教支所統治，存在時間為1533年至1771年，首府位於拉施塔特。

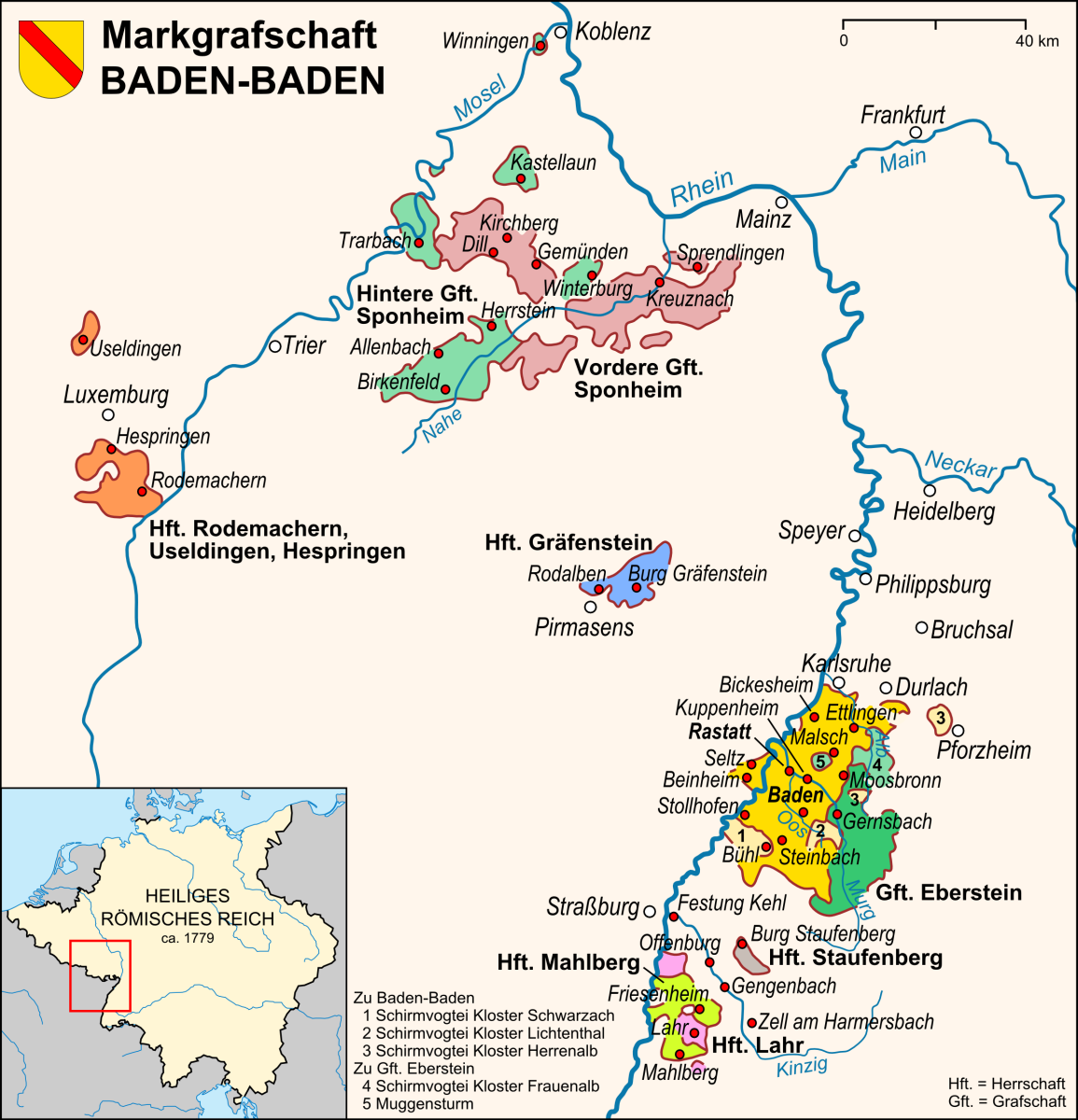
巴登-巴登藩侯國

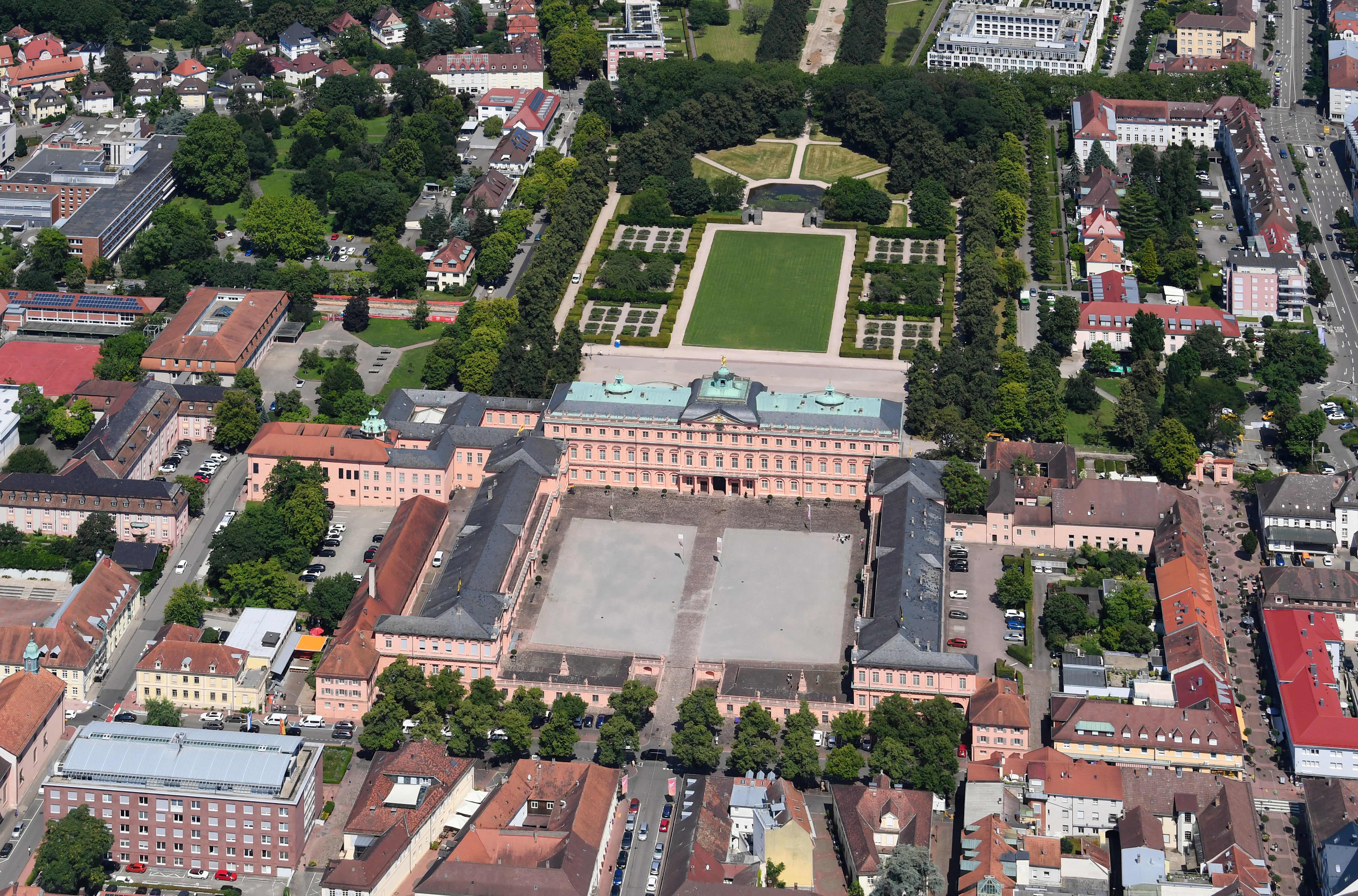
拉施塔特

## 巴登-巴登藩侯
1. 博恩哈德三世（英语：Bernhard III, Margrave of Baden-Baden），1533年至1536年在位
2. 腓力貝特，1554年[1]至1569年在位
3. 腓力二世，1569年至1588年在位
4. 愛德華·福圖納特，1588年至1594年在位
5. 威廉，1622年[2]至1677年在位
6. 路德維希·威廉，1677年至1707年在位
7. 路德維希·格奧爾格，1707年至1761年在位
8. 奧古斯特·格奧爾格，1761年至1771年在位